# Carlia ailanpalai
Carlia ailanpalai es una especie de escincomorfos de la familia Scincidae.

## Distribución geográfica
Es endémica de las islas del Almirantazgo (Papúa Nueva Guinea); introducida en la isla Weno (Estados Federados de Micronesia) y en Guam.